# Türbe

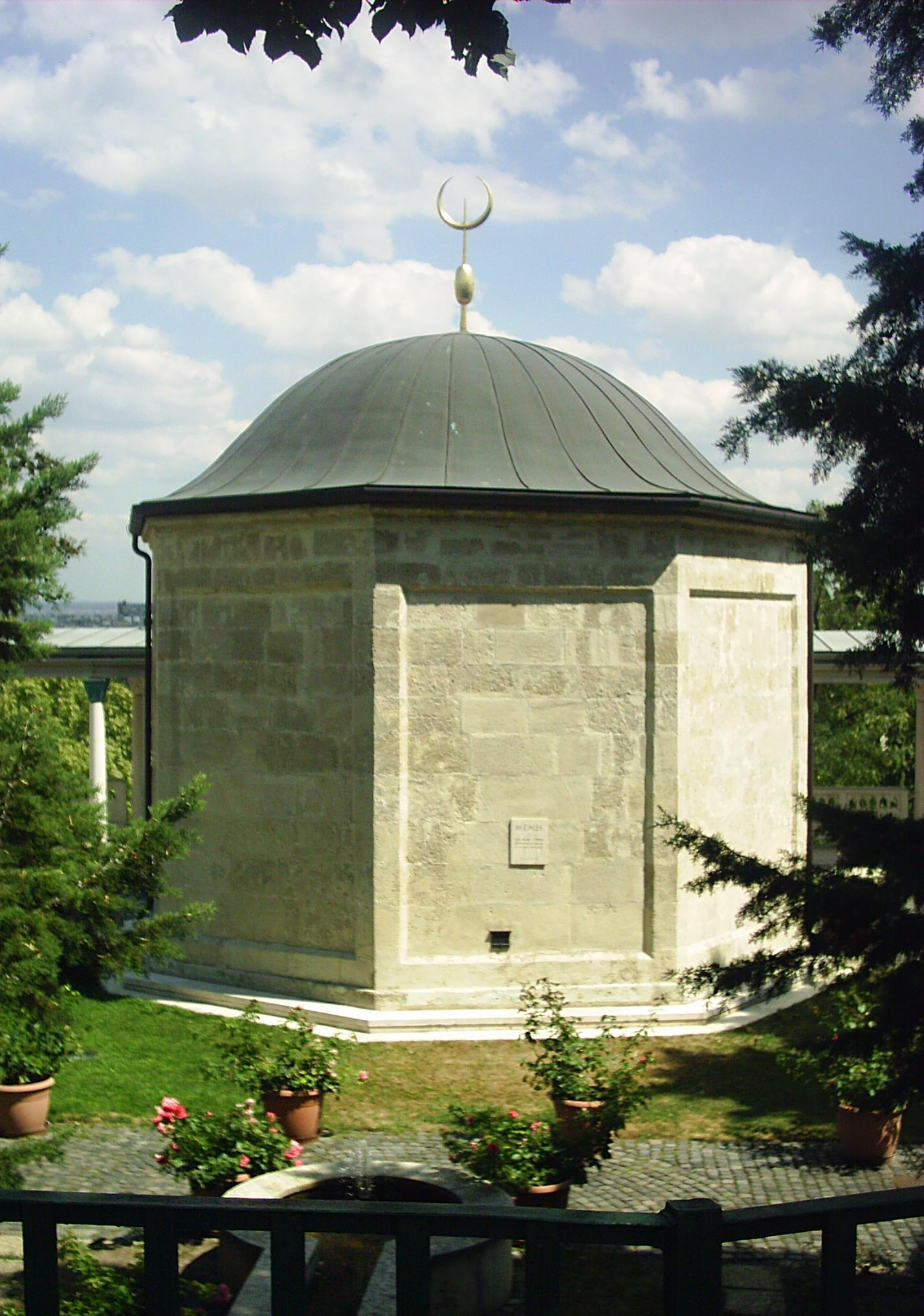
Gül Baba türbéje Budapesten.

A türbe a prominens személyeknek (szultánok, hadvezérek, vallási vezetők stb., illetve családtagjaik számára) állított sírboltnak, mauzóleumnak az arab ’por’, ’föld’ jelentésű ’turba’ szóból származó török neve. Perzsa elnevezése ’kubba’, ’kumbat’, gonbad (’torony’). A türbék először a 11. századi szeldzsuk építészetben jelentek meg Iránban, majd a szeldzsuk hódítások következtében fokozatosan terjedni kezdtek Anatóliában is. A türbeépítés hagyományait az oszmánok is folytatták, akik számos mauzóleumot emeltek a balkáni és magyarországi hódoltsági területeken is.

## Története
Az első türbék toronyszerű épületek voltak, magasságuk akár a 60 métert is elérte. A kúpos tetejű, henger alakú szeldzsuk sátrak formavilágát idézték. A 12. században jelentek meg a sokszög alaprajzú (négy-, hat- vagy nyolcszögű) türbék. A legrégebbi ránk maradt muszlim sírépítmény az Irán északkeleti részén elhelyezkedő, Gulisztán tartománybeli Gonbad-e Kavusban található, és 1006–1007 között épült a Zijárida uralkodó, Qabus emír síremlékeként.

## Jellemzői
Noha türbe alatt, a hazai minta nyomán ma általában több-, rendszerint nyolcszög felépítményű, kupolával fedett sírépítményt értünk, formai kialakításának valójában nincsenek szigorú szabályai. Minden olyan objektumot (felépítményt) türbének neveznek, amely a sír(hely) fölé magasodik. A teljesen zárt kialakításúak mellett vannak részben nyitottak is, pl. az oszlopokon nyugvó, boltozatos (baldachinos) vagy a vasráccsal, áttört kőfallal kerített türbék. A cserép- vagy ólomkupolás borításúakon túl léteznek sátortetős és síkfödémes mauzóleumok is.

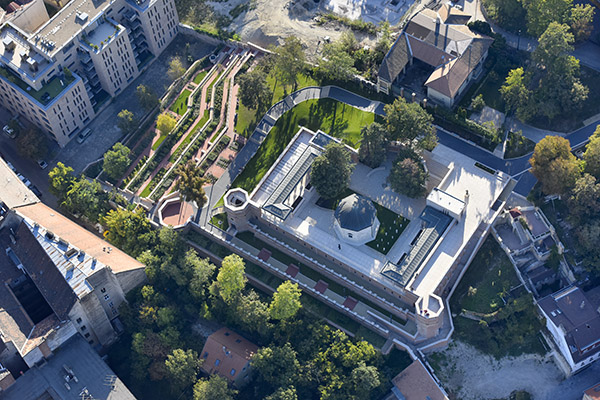
Gül Baba türbéje légi fotón

A türbe állhat önállóan is, bár legtöbbször alapítványi (’vaqf’, ’vakuf’) épületegyüttes, ún. külliye részét alkotja, amelyben az alapító sírépítménye mellett dzsámi vagy mecset, iskola (’madrasza’, ’medresze’), szegénykonyha (’imaret’, ’imára’), esetleg fürdő (’hammám’, ’ilidzsa’), karavánszeráj (’khán’) és rendház (’závija’, ’tekke’) is található.
Funkcionális értelemben véve kétféle síremlék létezik. A valódi türbékben ténylegesen el van temetve a névadó elhunyt, míg a ’makám’ türbékben nem helyeztek el holttestet, az jelképes sírként csupán valamely tiszteletre méltó személy emlékének ápolását szolgálja. A hódoltsági Magyarországon ilyen lehetett Szulejmán szultán közelmúltban lokalizált szigetvári (turbéki) türbéje, bár lehetséges, hogy ott a szigeti erőd ostroma közben életét vesztő, de Isztambulban végső nyugalomra helyezett uralkodó belső szerveit elhantolták.
Az egészen a 19. századig továbbélő klasszikus, nyolcszög alaprajzú, kupolaborítású oszmán török türbe formajegyeinek kialakulása a 14-15. századra tehető, és elsősorban a dzsámiépítészetben is stílusteremtő szerepet játszó egykori (1326-1363) birodalmi főváros, Bursa sírépítményei, pl. I. Mehmet szultán Jesil (Zöld) türbéje (1421) szolgáltak mintául.
Az építészeti részleteket tekintve e türbetípuson belül is vannak különbségek. Egyes, gazdagabb architektúrájú épületeken pl. a körítőfal és a boltozat közé, a kupolatér megvilágítását biztosító ablakokat hordozó dobot, más néven tamburt iktattak közbe, a türbéhez kis előcsarnokot csatlakoztattak, belül pedig mihrábot (a mekkai imairányt jelző fülkét) alakítottak ki. A szultáni türbék ugyanezen típus monumentális, gazdag belső díszítéssel rendelkező változatait képviselik (I. Szulejmán, III. Murád türbéi, Isztambul).

## Magyarországi türbék
A török hódoltság ideje alatt Magyarországon is épültek türbék, amelyek mindegyike a fenti türbeforma egyszerűbb kialakítású példája. Ezek közül csupán a budapesti Gül Baba türbéje, és a pécsi Idrisz Baba türbéje maradt fenn.
Az írásos források, főként Evlija cselebi leírásai, illetve térképi és városképi ábrázolások (veduták) információi alapján biztosan türbeként határozhatók meg az alábbi, időközben elpusztult, esetenként nem is lokalizálható Kárpát-medencei építmények:
- Veli bég budai türbéje Gül baba sírépítménye közelében;
- Ahmed bég türbéje a budai pasa palotájának kertjében;
- Hizir baba bektási dervis türbéje Budán;
- Miftáh baba türbéje a budai Császárfürdőtől északra;
- Muhtár baba bektási dervis türbéje a mai budai Rudas-fürdő előtt;
- Szokollu Musztafa budai pasa türbéje, csak egyetlen (közvetett) utalásból, Mimár Szinán műveinek jegyzékéből ismert, helye ismeretlen;
- Ali pasa szigetvári türbéje a város főterén elhelyezkedő egykori mecsetkomplexumban (küllijében), amelynek egyetlen, bár átalakított formában, de napjainkban is látható része a Szent Rókus-plébániatemplomban továbbélő Ali pasa dzsámija;
- Szulejmán szultán szigetvári türbéje, melynek maradványait a közelmúltban tárták fel a turbék-zsibóti szőlőhegyen;
- Pírsziz Ali bég türbéje Gyulán;
- Gázi Kücsük Báli bég türbéje Csanádon (Cenad, Románia);
- Ismeretlen nevű bektási dervis türbéje Egerben;
- Ismeretlen bég türbéje Esztergomban;
- Szülejmán pasa – vélhetően Cserkesz Szülejmán karamáni beglerbég – türbéje Székesfehérváron;
- Tirjákí Haszan pasa türbéje Pécsett;
- Hüszejn baba türbéje Temesváron.

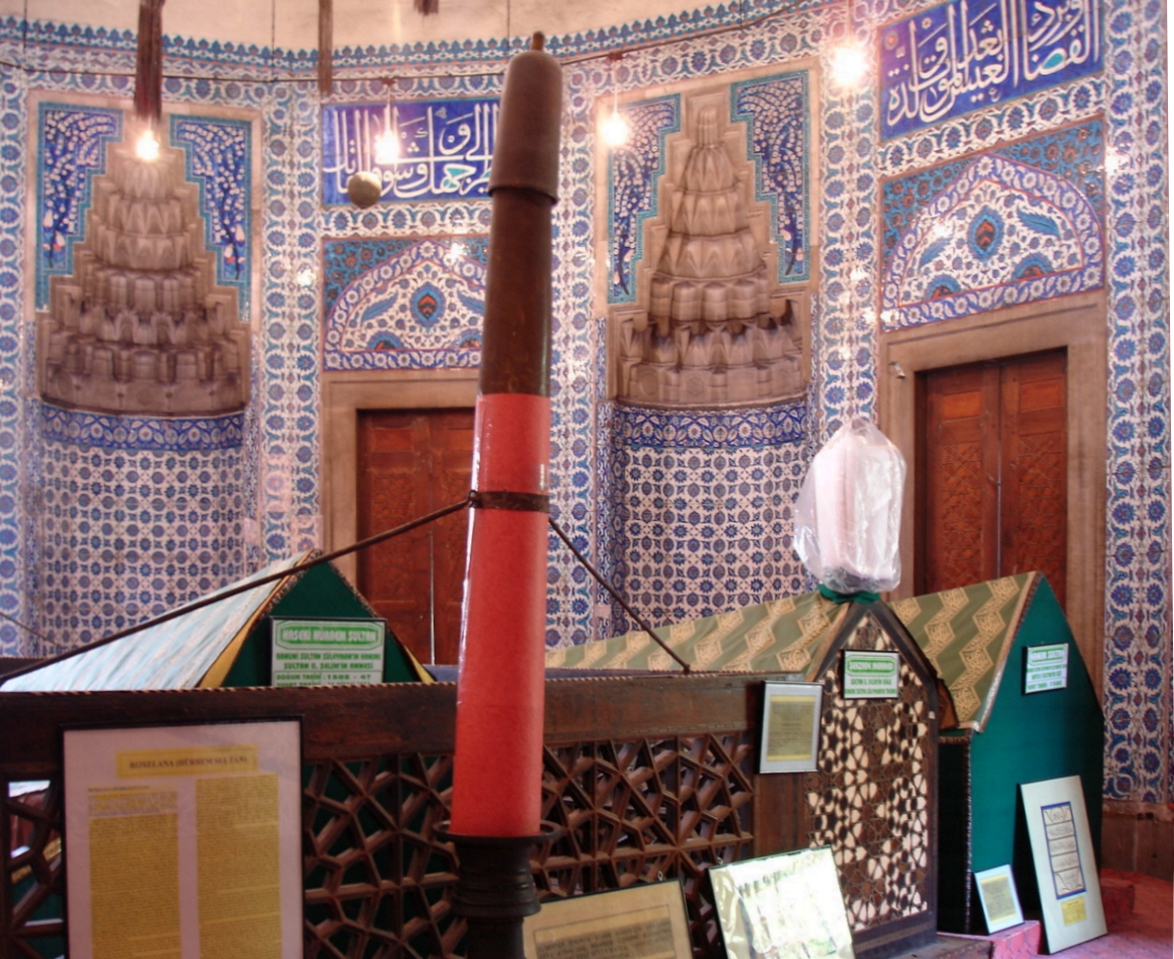
Hürrem szultána türbéje Isztambulban, a Szulejmán-dzsámiban
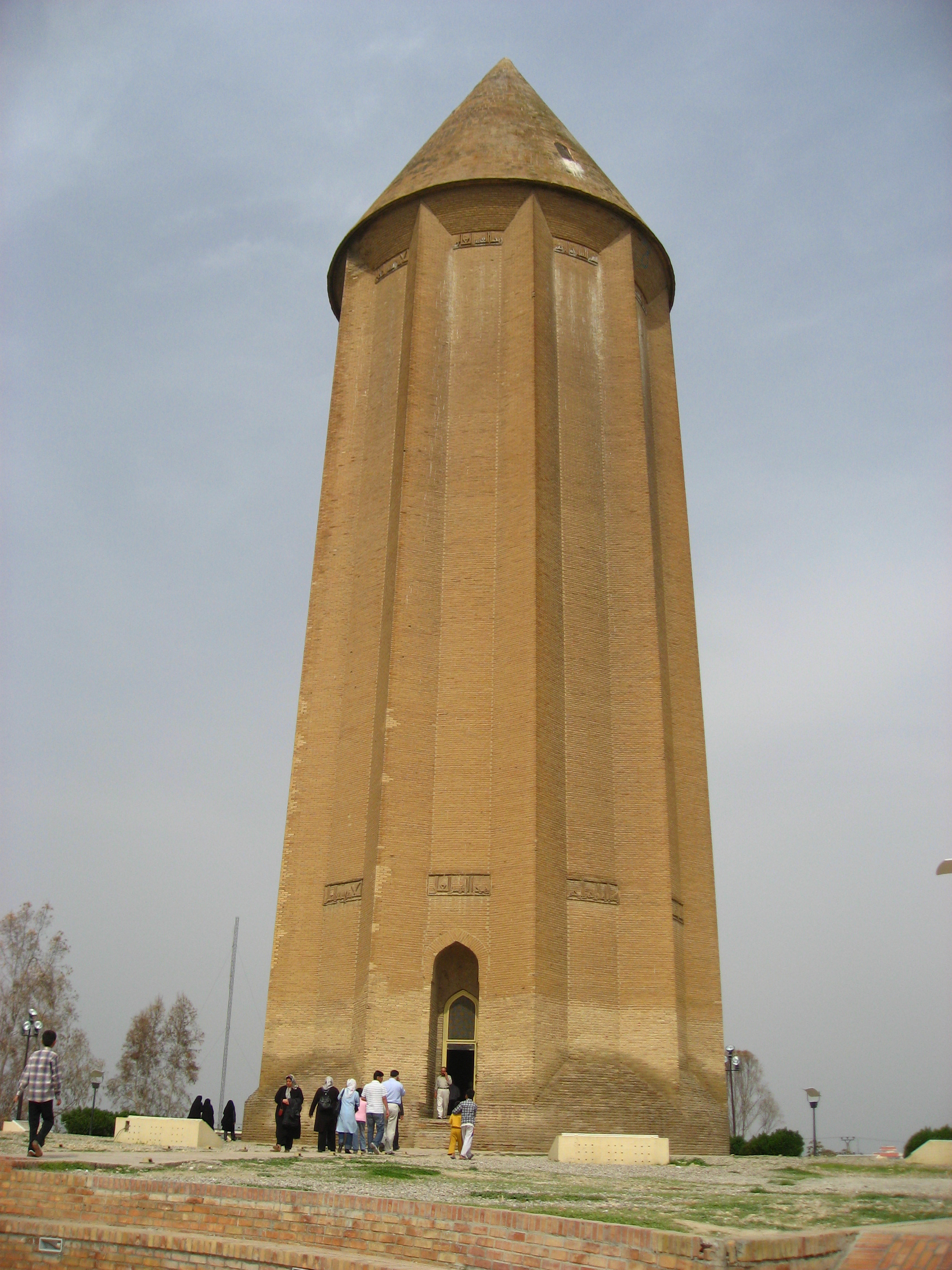
Gonbad-e Qābus, a legrégebbi ismert türbe (Irán)
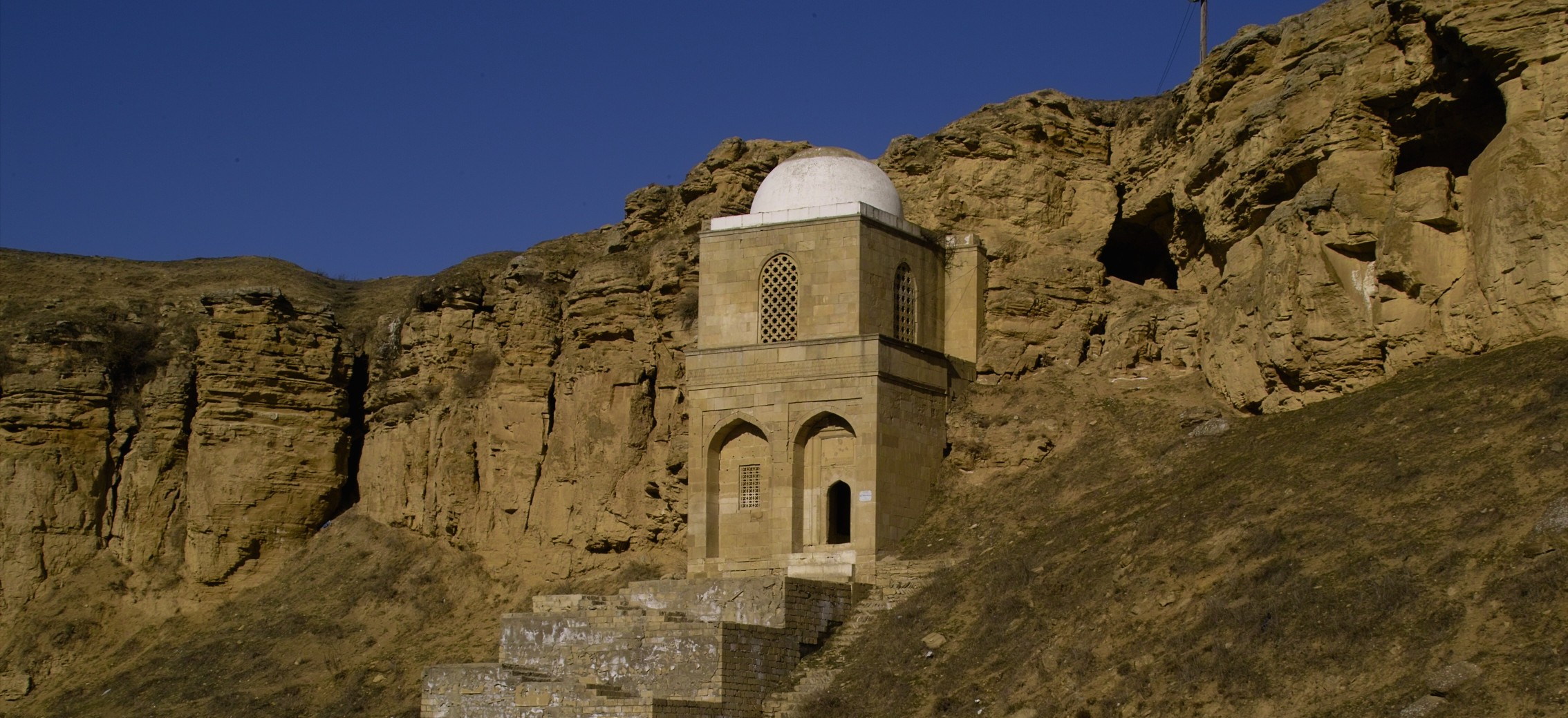
Diri Baba türbéje Azerbajdzsánban